# Becca di Chardoney
La Becca di Chardoney (3.447 m s.l.m.) è una montagna delle Alpi del Grand Combin nelle Alpi Pennine. Si trova lungo la linea di frontiera tra l'Italia e la Svizzera.

## Descrizione
Dal versante italiano si può salire sulla montagna partendo dal Rifugio Crête Sèche.